# Смолич Ігор Корнилович
Ігор Смолич (8 лютого (27 січня) 1898, Умань, Київська губернія — 2 листопада 1970, Берлін) — історик Московської Церкви та активіст Білого руху в Європі. Рідний брат українського письменника, агента НКВС СРСР Юрія Смолича.

## Життєпис
Народився другою дитиною в родині гімназійного вчителя, статського радникп Корнелія Івановича Смолича (1863—1915), який працював у Новозибкові, Умані, Стародубі, Білій Церкві та Глухові. 1 липня 1909 року батько отримав призначення до Глухівської чоловічої гімназії на посаду учителя математики і фізики з виконанням обов'язків інспектора. Учительська родина оселилась на службовій квартирі у приміщенні, що було на території гімназійного подвір'я. У 1909—1910 роках навчався в Глухівській чоловічій гімназії. У 1916 році закінчив гімназію в Жмеринці. У 1916 за бажанням батька, який викладав фізику та математику в гімназії, вступив до Київського політехнічного інституту. Але провчився там недовго і вступив до історико-філологічного факультету Київського Університету.
Вступив до Білого руху, бився бойовим офіцером в армії Корнілова та Денікіна. Із залишками розбитої армії барона Врангеля у 1920 залишив батьківщину. У Константинополі перебивався заробітками нічного сторожа та помічника кухаря.
В 1923 отримав стипендію, що дозволила йому продовжити освіту в Берліні. Вступив на відділення економіки Російського наукового інституту, де слухав М. Бердяєва, Л. Карсавіна, О. Кізеветтера, В. Мякотіна та В. Стратонова.
У 1925 вступив до Університету Фрідріха Вільгельма, де вивчав історію Росії, історію Російської Церкви, і знайшов там собі покровителя та друга, в особі знаменитого вченого-славіста Макса Фасмера, автора «Етимологічного словника російської мови». За зауваженням самого Смолича, дружба з Фасмером сильно вплинула на всю його подальшу наукову діяльність.
Був активним парафіянином Воскресенського собору в Берліні та членом Російського студентського християнського руху (РСХД), з 1925 — скарбник Німецького відділення РСХД. У цей час Смолич активно співпрацював з релігійно-філософськими журналами «Шлях» і «Вісник РСХД», що принесло йому популярність у російських церковних колах.
У 1936 була опублікована його перша велика робота — "Життя і вчення старців", присвячена російським старцям. У ній Смолич досліджував аскетичний досвід Оптинських старців, їх вплив на різноманітні кола російського суспільства. Потім захистив докторську дисертацію про життя і світогляд Івана Кірієвського, що був пов'язаний з оптинськими старцями.
Після війни, коли в Німеччині було безробіття, голод, Смолич заробляв на життя, торгуючи книгами. А потім, коли становище у Німеччині стабілізувалося, він став співробітником Східноєвропейського інституту при Вільному університеті у Західному Берліні. Входив до НДІ цього університету, де вивчав історію.
У цей час Смолич був парафіянином Воскресенського собору у Західному Берліні, кафедрального собору Германської єпархії Московської патріархії.
Метою наукових праць Ігоря Смолича було створення монументального зведення з історії Російської Церкви. Сам він писав про те, що, виходячи з насущних церковних потреб, він вирішив «дослідити історію раннього періоду, на противагу церковній історії XVIII-XIX століть, тобто періоду, розпочатого глибокими перетвореннями Петра І-го». Саме ця праця з історії Синодального періоду стала вершиною його наукової діяльності.
За свою наукову діяльність історик отримав ступінь доктора філософії, а в 1964 Свято-Сергіївський Богословський інститут присудив йому звання доктора богослов'я honoris causa.
Смоличу не судилося здійснити свій всеосяжний задум. У 1970 історик відчув занепад сил і з великими труднощами майже зумів завершити другий том своєї історії Синодального періоду. Робота над церковною історією Росії до 1700 так і залишилася на підготовчій стадії.
Помер 2 листопада 1970 у Берліні. Похований на православному цвинтарі Тегель у Західному Берліні.

## Публікації
книги
- Leben und Lehre der Starzen. — Vienne, 1936. 226 s. (2-е издание — Koln, 1952; французский перевод — Париж, 1967
- Das Alt-Russische Monchtum. — Wurzburg, 1940 (Русский перевод — Русское монашество. — М., 1997).
- Russisches Monchtum: 1448—1917. — Wurzburg, 1953. 556 s. (Русский перевод — Русское монашество. — М., 1997).
- Die Russische Kirchliche Mission in Jerusalem. 1950.
- Geschichte der Russische Kirche. — Leiden, 1964 (Русский перевод — История Русской Церкви: 1700—1917. — М., 1997).
- История Русской Церкви: 1700—1917: В 2 частях. — М.: Валаамский монастырь, 1997: Ч. 1. 800 с.; Ч. 2. 798 с. (История Русской Церкви. Кн.8. Ч.1, 2).
- Русское монашество: 988—1917; Жизнь и учение старцев. — М.: Православная энциклопедия, 1997. − 608 с. (Приложение к «Истории Русской Церкви»)

статті
- К столетию освобождения крестьян (19-II-1861 — 19-II-1961) // Вестник РХСД. 1961. — № 60 (I) — С. 13-28
- Св. гора Афон (к тысячелетнему участию ее в жизни Православной Церкви) // Вестник РХСД. 1963. — № 70-71 (III—IV). — С. 29-43
- Архимандрит Макарий Глухарев просветитель Алтая. [Архівовано 5 січня 2022 у Wayback Machine.] // Вестник РСХД. 1967. — № 85 (III). — С. 25-45
- Жизнь и учение старцев / пер.: Иоанн (Вендланд), митрополит // Богословские труды. М., 1993. — № 31. — C. 97-174.
- Предсоборное Присутствие 1906 года // Журнал Московской Патриархии. М., 1996. — № 11. — C. 74-80.
- Великий старец Нил Сорский: (К истории русского старчества) // Альфа и Омега. М., 1998. — № 2 (16). — C. 164—172.
- К вопросу периодизации истории Русской Церкви // Альфа и Омега. М., 1998. — № 3(17). — C. 159—174.